# Isaac Mpofu
Isaac Mpofu (20 agosto 1988) è un maratoneta zimbabwese.

## Palmarès
| Anno | Manifestazione     | Sede     | Evento         | Risultato | Prestazione | Note                                     |
| ---- | ------------------ | -------- | -------------- | --------- | ----------- | ---------------------------------------- |
| 2019 | Mondiali           | Doha     | Maratona       | 52º       | 2h29'24"    |                                          |
| 2022 | Mondiali           | Eugene   | Maratona       | 10º       | 2h07'53"    | Record nazionale                         |
| 2023 | Mondiali           | Budapest | Maratona       | 15º       | 2h11'33"    |                                          |
| 2024 | Giochi panafricani | Accra    | Mezza maratona | Bronzo    | 1h05'37"    |                                          |
| 2024 | Giochi olimpici    | Parigi   | Maratona       | 19º       | 2h10'09"    | Miglior prestazione personale stagionale |

## Campionati nazionali
2020
- Argento ai campionati zimbabwesi, 5000 m piani - 14'42"40"
- Bronzo ai campionati zimbabwesi, 800 m piani - 1'56"83

## Altre competizioni internazionali
2018
- 20º alla Maratona di Città del Capo ( Città del Capo) - 2h20'51"

2021
- 7º alla Maratona di Città del Capo ( Città del Capo) - 2h11'41"

2022
- 12º alla Maratona di Valencia ( Valencia) - 2h06'48"

2023
- 19º alla Maratona di Boston ( Boston) - 2h14'08"
- 24º alla Maratona di Valencia ( Valencia) - 2h07'39"

2024
- 6º alla Maratona di Boston ( Boston) - 2h08'17"